# Театр юных москвичей
Театр юных москвичей (ТЮМ) — один из старейших любительских театральных коллективов Москвы. Театральная студия возникла в 1936 году в Московском городском доме пионеров в переулке Стопани, неподалёку от Чистых прудов. В то время студия называлась театральный отдел, а учебные группы, в которых занимались дети — драматические кружки. Руководила студией со дня основания актриса Камерного театра А. Таирова, режиссёр и педагог Нина Станиславовна Сухоцкая.

## История
Во время Великой Отечественной войны Нина Станиславовна Сухотская оказалась в Ташкенте, а студией стала руководить Ольга Ивановна Ларина. В начале 1942 из студийцев начали формироваться фронтовые бригады, которые Ольга Ивановна возила с концертами в воинские части. Первый такой выезд состоялся в 1942 году. Всего юные артисты дали 40 концертов. В 1945 году 20 кружковцев были награждены медалями «За оборону Москвы». После войны студия продолжила свою работу в обычном режиме.
С 1952 года в студии начала работать актриса Евгения Васильевна Галкина. В Дом пионеров на Стопани её годом ранее пригласил Владимир Сергеевич Локтев, руководивший здесь знаменитым детским музыкальным ансамблем.
В 1962 году театральная студия переехала в новое, по тем временам очень современное, здание городского Дворца пионеров на Ленинских, теперь Воробьёвых, горах. Кроме учебных помещений, студия получила собственный театр с профессиональной сценой и должным сценическим оборудованием, оркестровой ямой, карманами для декораций, гримерками для юных артистов, фойе и буфетом для зрителей. Художественным руководителем студии стала Евгения Васильевна Галкина. В начале 1970-х, также из Дворца пионеров на Стопани, в студию приходит педагог и режиссёр Валентин Николаевич Петухов.
В 1966 году студия получила своё современное название — Театр юных москвичей.
С 1980 года ТЮМом начал руководить выпускник режиссёрского факультета ГИТИСа, ученик Марии Осиповны Кнебель Александр Николаевич Тюкавкин. Он проработал здесь 20 лет. Одновременно с А. Н. Тюкавкиным некоторое время продолжал работать В. Н. Петухов, а также пришли новые режиссёры и педагоги: Виктор Шендерович, Татьяна Прялкина, Татьяна Ронами, Наталья Бортник, Александр Гордон, Ольга Цыганова, Людмила Зверева. При А. Н. Тюкавкине в ТЮМе появилась традиция проведения международных фестивалей детских и юношеских театров.
В 2001 году в ТЮМ пришёл Сергей Викторович Розов, который продолжил развивать тюмовские традиции. В 2006 году С. В. Розов организовал театральный фестиваль «В добрый час!», именно так называлась самая известная пьеса отца Сергея — Виктора Розова.

## Театр юных москвичей сегодня
Сейчас Театром юных москвичей руководит Ассель Борисовна Сабитова, и он является самостоятельным Центром в составе Московского дворца пионеров на Воробьёвых горах. В структуре ТЮМа находятся Театр кукол, вокальный театр «Соловушка» и два авторских проекта: «Образовательный театр» и «Мастерская исполнительских искусств». Проект «Образовательный театр» реализуется главным методистом Центра Сергеем Викторовичем Розовым", а в «Мастерской исполнительских искусств» руководителем является главный режиссёр ТЮМа Андрей Андреевич Задубровский. В Театре юных москвичей можно заниматься различными творческими дисциплинами — актёрское мастерство, сценическая речь, сценическое движение, а также делать первые шаги на театральной сцене, принимая участие в спектаклях.
Среди выпускников ТЮМа такие известные актёры, режиссёры и сценаристы как: Р. Быков, И. Кваша, Н. Гундарева, С. Никоненко, В. Белякович, Л. Нечаев, В. Андреев, В. Иванов, а также многие другие талантливые артисты.